# Stazione di Sommacampagna-Sona
La stazione di Sommacampagna-Sona è una stazione ferroviaria posta sulla linea Milano-Venezia a servizio dei centri abitati di Sommacampagna e di Sona, dove è ubicata.

## Storia
La stazione fu aperta al servizio pubblico il 22 aprile 1854, con il nome di "Sommacampagna", assieme al tronco Coccaglio-Brescia-Verona.
Nel 1898 assunse la nuova denominazione di "Sommacampagna-Sona".
Gli ultimi treni a servizio passeggeri che servirono lo scalo furono i regionali Brescia-Verona Porta Nuova dell'orario settembre 1991-giugno 1992.
La stazione rimase attiva per il servizio merci grazie all'apertura, nel 1988, del terminal intermodale. Dopo un cambio di proprietà, il terminal fu riattivato nel 2006.

## Strutture e impianti
Il fabbricato viaggiatori si presenta nelle stesse forme e dimensioni di altre costruzioni della tratta Verona Porta Nuova-Coccaglio, come Rezzato e Castelnuovo del Garda.
Il piazzale è composto dai due binari di corsa della linea ferroviaria (2 e 3, rispettivamente dispari e pari), e due binari di precedenza (1 e 4). Il terminal intermodale, con un piazzale di sei binari, è raccordato dal binario 1, mentre lo scalo merci originario era dotato di un magazzino con piano caricatore.